# Cantón de Chaillé-les-Marais
El cantón de Chaillé-les-Marais era una división administrativa francesa, que estaba situada en el departamento de Vandea y la región de Países del Loira.

## Composición
El cantón estaba formado por nueve comunas:
- Chaillé-les-Marais
- Champagné-les-Marais
- La Taillée
- Le Gué-de-Velluire
- L'Île-d'Elle
- Moreilles
- Puyravault
- Sainte-Radégonde-des-Noyers
- Vouillé-les-Marais

## Supresión del cantón de Chaillé-les-Marais
En aplicación del Decreto nº 2014-169 de 17 de febrero de 2014, el cantón de Chaillé-les-Marais fue suprimido el 22 de marzo de 2015 y sus 10 comunas pasaron a formar parte del nuevo cantón de Luçon.